# 贝霍沃农村居民点
贝霍沃农村居民点（俄语：Быховское сельское поселение）是俄罗斯联邦布良斯克州科马里奇区所属的一个农村居民点。其下辖有9个居民点，行政中心为贝霍沃。据2015年统计，该农村居民点的人口为907人。